# Sobel (grafika)
Sobel – jeden z operatorów (Krzyż Robertsa, Prewitt, Scharr) używanych do wykrywania krawędzi w cyfrowym przetwarzaniu obrazów. Jest to w istocie operator dyskretnego różniczkowania, umożliwiający aproksymację pochodnych kierunkowych intensywności obrazu w ośmiu kierunkach co 45°. Operator ten został po raz pierwszy przedstawiony w referacie wygłoszonym w roku 1968 przez Irwina Sobela (współautor Jerome Arthur Feldman), którego tekst nie został opublikowany, lecz mimo to jest powszechnie cytowany. 

## Algorytm
Wyznaczenie pochodnej kierunkowej odbywa się za pomocą operacji dwuwymiarowego dyskretnego splotu macierzy obrazu z macierzą 3 × 3 charakterystyczną dla danego kierunku zwaną jądrem (kernel) przekształcenia. Macierze te są antysymetryczne w stosunku do kierunku wykrywanej krawędzi. Zbiór 8 macierzy pozwala na określenie kierunku od 0° do 315° z krokiem 45°. Dla kierunku 0° wykrywane są  krawędzie pionowe, a dla 90° – krawędzie poziome. Operacja splotu wyznacza w pierwszym przypadku estymatę pochodnej cząstkowej  względem osi X, a drugim względem osi Y. 
Otrzymane wartości pochodnych cząstkowych definiują wektor gradientu dla każdego punktu obrazu. 
Innym prostszym sposobem podejścia do aproksymacji gradientu jest tzw. „metoda kompasowa”. W metodzie tej  maska dająca maksymalną wartość pochodnej określa moduł i kierunek gradientu z rozdzielczością 45°. 
Przykłady masek dla kątów  0°, 45°, 90° i 135°.
{\displaystyle \mathbf {S_{1}} ={\begin{bmatrix}-1&\ \ 0&+1\\-2&\ \ 0&+2\\-1&\ \ 0&+1\end{bmatrix}}\quad \quad \mathbf {S_{2}} ={\begin{bmatrix}\ \ 0&+1&+2\\-1&\ \ 0&+1\\-2&-1&\ \ 0\end{bmatrix}}\quad \quad \mathbf {S_{3}} ={\begin{bmatrix}+1&+2&+1\\\ \ 0&\ \ 0&\ \ 0\\-1&-2&-1\end{bmatrix}}\quad \quad \mathbf {S_{4}} ={\begin{bmatrix}+2&+1&\ \ 0\\+1&\ \ 0&-1\\\ \ 0&-1&-2\end{bmatrix}}}
Kolejne maski otrzymuje się obracając podane maski o 180°. Warto zauważyć, że wystarczy obliczyć sploty z czterema pierwszymi maskami, gdyż pozostałe różnią się tylko znakiem (Sj+4= – Sj).
Operator Sobela dokonuje operacji uśredniania pochodnej (z wagami 1, 2, 1) z trzech linii równoległych do kierunku różniczkowania. Dzięki temu ma mniejszą wrażliwość na zakłócenia w obrazie (szum) niż Krzyż Robertsa i lepiej wygładza niż operator Prewitta.